# Braniff International Airways
Braniff Airways, що діяла під торговою маркою Braniff International Airways — нині скасована американська авіакомпанія, яка існувала з 1928 по 1982 рік. В основному працювала на Середньому Заході, звідки також виконувала польоти на південний захід США, Мексику, Центральну і Південну Америку; в 1970-х роках також виконувала польоти в Європу і Азію. Входила в десятку найбільших авіакомпаній у світі, але після прийняття у 1978 році закону про дерегулювання авіаперевезень в країні не змогла пристосуватися до умов вільного ринку і вже в травні 1982 року була скасована.

## Paul R. Braniff, Inc

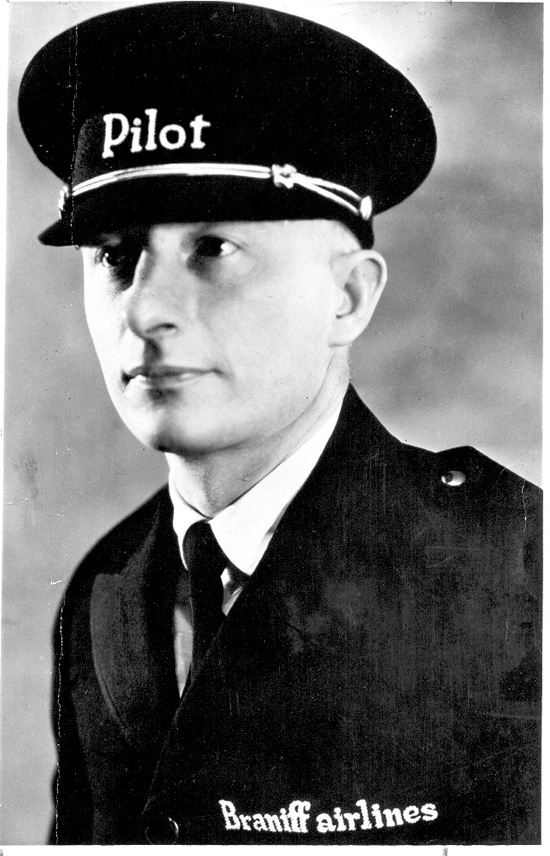
Пол Бреніфф в 1929 році у формі пілота власної авіакомпанії

Засновником авіакомпанії був Пол Рівер Бреніфф (1897—1954) — ветеран Першої світової війни, а також піонер авіації. Пілотувати літак він навчився в 1919 році, а в 1923 році від самого Орвілла Райта (один з винахідників літака) отримав ліцензію цивільного пілота № 690, після чого з 1924 року на біплані Curtiss JN-4 Jenny став займатися приватними повітряними перевезеннями. Місткість літака «Дженні» була зовсім невелика — 1 пілот і 1 пасажир, тому в 1928 році Пол Бреніфф переконує свого старшого брата Томаса Елмера Бреніффа (1883—1954), що займається страховим бізнесом, і ще чотирьох інвесторів придбати за 11 000 доларів моноплан Степлтон. Для порівняння, на таку суму в тому році можна було придбати триспальний будинок, але зате брати Бреніфф отримали у користування шестимісний літак з закритою кабіною, яка до того ж мала підігрів, що підвищувало комфорт польотів.
Офіційно 20 червня 1928 року літак новоствореної авіакомпанії Paul R. Braniff, Inc., Airline почав виконувати польоти з Оклахома-Сіті в Талсу (довжина маршруту — 116 миль (187 км)) — між двома найбільшими містами Оклахоми. Хоча за деякими свідченнями дана авіакомпанія почала виконувати польоти ще в травні. Польоти з Оклахоми-Сіті в Тулсу і назад виконувалися три рази на день з понеділка по п'ятницю. По суті це було сімейне підприємство Бреніффів: президент компанії Пол Бреніфф працював пілотом, його брат Томас був віце-президентом, а батько Джон П. Бреніфф (англ. John P. Braniff) виконував функції допоміжного персоналу, включаючи продаж квитків, завантаження багажу та обслуговування пасажирів. Офіційно спочатку єдиним пілотом в компанії був сам Пол, пілотом-дублером — Моріс Маррс (англ. Maurice Marrs).

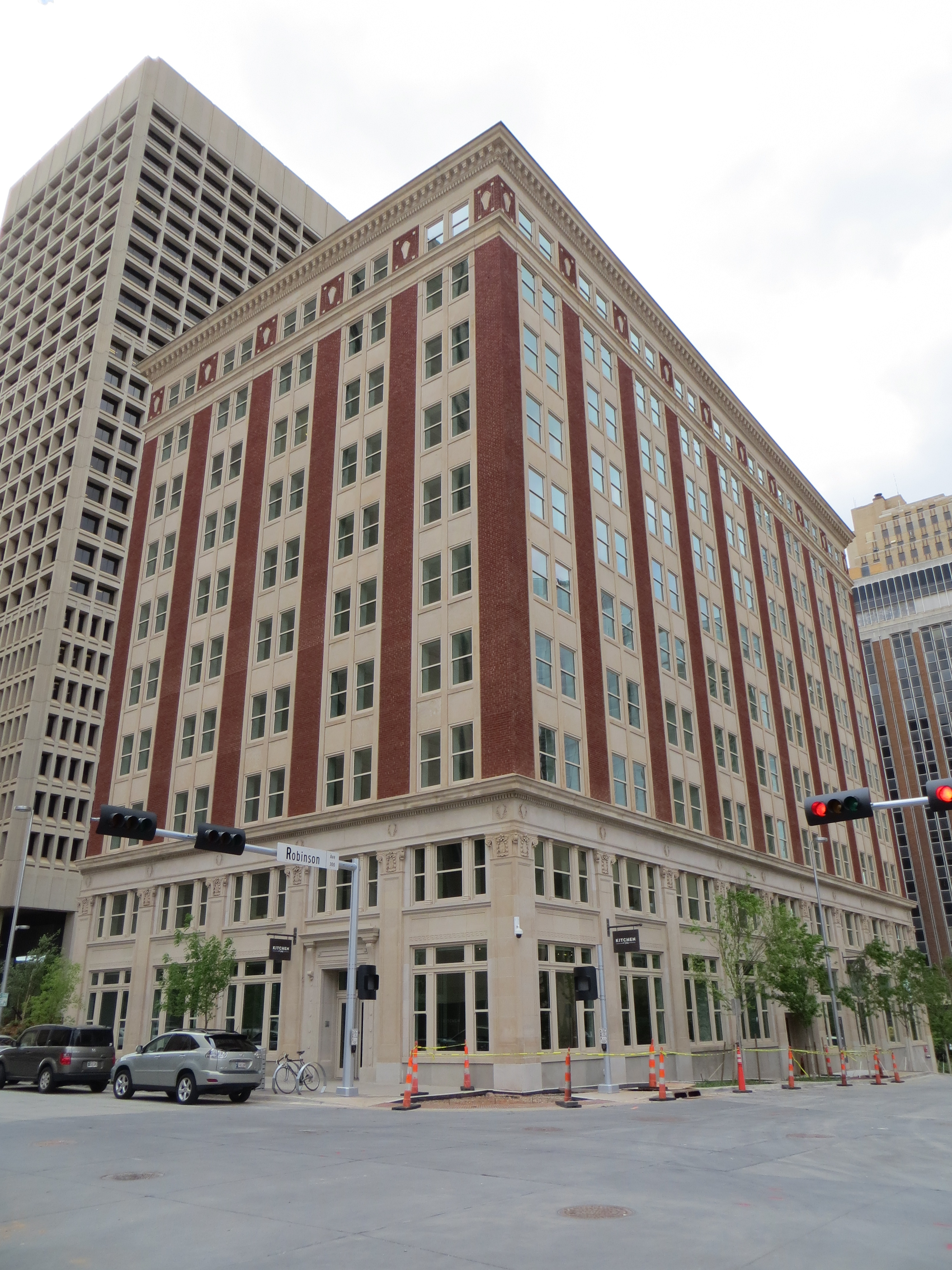
Braniff Building — перша штаб-квартира

У тому ж 1928 році в Оклахомському аеропорту був споруджений перший ангар. Також в авіакомпанію надійшов літак Ryan B-1, а восени — моноплан виробництва Travel Air. Штаб-квартира розташовувалася в місті Оклахома-Сіті в будівлі Braniff Building на перетині 3-ї вулиці і вулиці Робінсон. Ця будівля була побудована Томасом Бреніффом ще в 1923 році для його страхової компанії Braniff Insurance, Inc; воно збереглося аж по теперішній час, хоча і кілька постраждало в результаті теракту 19 квітня 1995 року. Braniff займалася перевезеннями пасажирів, багажу, а також поширенням серед фермерів газети The Daily Oklahoman, яку скидали при польоті на малій висоті. Вартість пасажирського квитка в один кінець становила 12,5 доларів, «туди—назад» — 20 доларів. До кінця року Braniff перевезла вже 3 тисячі пасажирів, перевозячи до того часу близько 1000 чоловік в місяць.
У квітні 1929 року був відкритий хаб в аеропорту Лав-Філд міста Даллас (штат Техас). У тому ж році в авіакомпанії почала працювати перша жінка — Віолет «Боббі» Бертон (англ. Violet «Bobby» Burton). Коли вона прийшла влаштовуватися, Пол Бреніфф запитав її: Чому ви думаєте, що впораєтеся з цією роботою (англ. What makes you think you can do this job). На це Віолет заявила: А з чого ви вирішили, що я не зможу? (англ. What makes you think I can't?). Вона почала займатися фінансовими документами, отриманням прогнозів погоди, допомогла заснувати льотну школу при авіакомпанії, а згодом і освоїти реактивну авіацію. У 1930 році, після утворення власне Braniff Airways (див. нижче), Пол знову найняв Бертон, яка незабаром стала фактично «правою рукою» при керівництві.
У 1929 році Braniff злилася з Universal Aviation of St Louis (Міссурі), що дозволило виконувати польоти з Далласа в Уевоку, а звідти в Оклахома-Сіті і Тулсу. В кінці 1929 року цю авіакомпанію викупив Авіаційний холдинг AVCO). У 1930 році Braniff Airlines була об'єднана з авіакомпаніями Texas Air Transport і Southern Air Transport, утворивши нову авіакомпанію, яка згодом стане однією з найбільших у світі — American Airlines.

## Braniff Airways

### Підстава

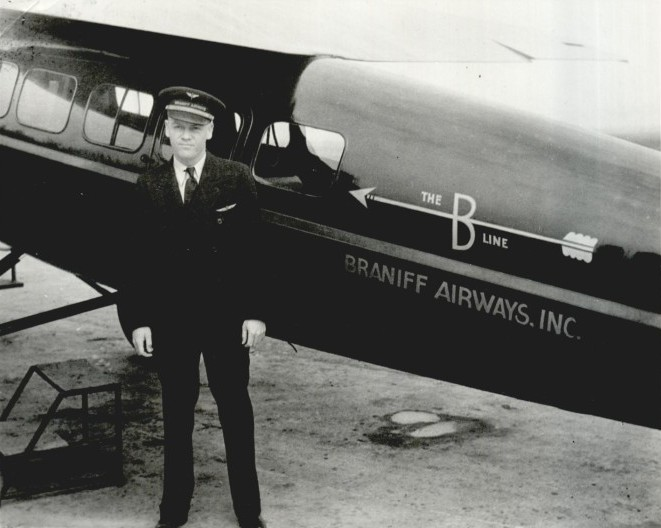
Пілот Р. В. Карлетон на тлі Lockheed Vega компанії Braniff Airways (1931 рік)

Після продажу своєї першої авіакомпанії, Пол Бреніфф поїхав до Мексики, щоб допомогти своєму другові, організував там свою авіакомпанію C. A. T. Airlines. У 1930 році Пол повертається назад, як одержимий ідеєю відтворення авіакомпанії Бреніффів. Він просить свого дядька, брата Томаса та інших прихильників його ідеї придбати два літака Lockheed Vega, які на той час вважалися якнайшвидшими авіалайнерами. Обидва літаки пофарбували в різні кольори (один з кольорів був помаранчевий), а також нанесли на них написи: «Braniff» на фюзеляжі і «B Line» на хвості. Також на кілі завдали назви міст, які спочатку новостворена авіакомпанія виконувала польоти: Талса, Оклахома-Сіті і Уічіто-Фолс. До 1932 році літаки Braniff, згідно рекламі, почали літати також у Бартлсвилл, Берлінгтон, штат Канзас-Сіті, Сент-Луїс, Спрінгфілд і Чикаго.
Компанія отримує ім'я Braniff Airways, Inc., її засновник Пол Бреніфф займає посаду виконавчого віце-президента, а на пост президента був обраний його брат Томас, який мав досвід роботи з фінансами.

### Велика депресія
Відомий актор і комік Уїлл Роджерс нерідко орендував літак цієї авіакомпанії, літаючи в Клермор, Талсу і Вічиту. Braniff була готова надавати йому літаки безкоштовно, так як політ такої знаменитості на їхніх літаках вже служив відмінною рекламою. Але Роджерс завжди повністю оплачував вартість оренди. Також в 1933 році одну з «Вег» орендував відомий льотчик Віллі Пост, який мав намір зробити на ній навколосвітню подорож. «Локхід» навіть отримав ім'я Winnie Mae, але вже на початку польоту через технічну відмову здійснив аварійну посадку в східній Оклахомі. Ніхто на борту не загинув, а літак доставили назад в Оклахома-Сіті, де його відновили, причому Пост повністю оплатив ремонт. На жаль, обидва ці відомих клієнта Braniff загинули удвох 15 серпня 1935 року в авіакатастрофі на Алясці.
Між тим, варто зазначити, що Пол заснував авіакомпанію якраз в той період, коли в країні була Велика депресія, в результаті якої третина населення втратила роботу, а багато втратили свої вклади, тим самим залишившись без грошей. Але більшість авіакомпаній в той час все одно продавали квитки лише за гроші, так як треба було розплачуватися за паливо, а також на зарплати співробітникам. І тоді Braniff Airways починає пропонувати польоти на бартерній основі, коли пасажири часом літали буквально за їжу.
Томас починає розуміти, який важкий фінансовий тягар на нього лягає, як на президента компанії, але він відмовляється вкладати гроші в розвиток. Фінансуванням авіакомпанії починають займатися самі пілоти, при цьому їх зарплати знижуються з 300 до 100 доларів. Нерідко пілоти були змушені з власної кишені оплачувати заправку літака. Також в 1931 році поблизу Чикаго відбуваються дві катастрофи за участю бреніффських «Локхід Вега»: 12 липня розбивається борт NC-8497, а 5 грудня — NC-433E. Укупі з резонансними катастрофами літаків інших авіакомпаній це призводить до відтоку пасажирів з авіації, а значить і зниження прибутків з рейсів. Вимагалося знизити собівартість перевезень, тому Пол Бреніфф звертається до Френка Філліпса — нафтопромисловця і власника компанії Phillips 66, який погодився відпускати паливо на пільгових умовах, завдяки чому авіакомпанія, яка вже балансувала на межі, змогла уникнути банкрутства. Згодом Френк Філліпс фактично пробачив Бреніффу всі витрати.
У 1934 році Том Бреніфф їде на відпочинок в Італію, перед цим попередивши брата, що більше не має наміру вкладати в його авіакомпанію свої фінанси. На той момент Braniff мала заборгованість 40 000 доларів і потрібно було її витягти з цієї ями. Тоді Пол направляється у Вашингтон, де починає представляти не тільки своє дітище, але і ряд інших невеликих авіакомпаній, причому через обмежені фінанси він був змушений ночувати в пансіонаті. В умовах відтоку пасажирів доходи можна було отримати за рахунок перевезення пошти, але Сенат не допускав до цього авіаперевізників, які мають зв'язки з авіапромисловістю. Однак у Braniff ці зв'язки були відсутні, а тому вона могла брати участь у конкурсі, після завершення якого отримала право виконувати поштові перевезення за маршрутом «Північ—Південь».

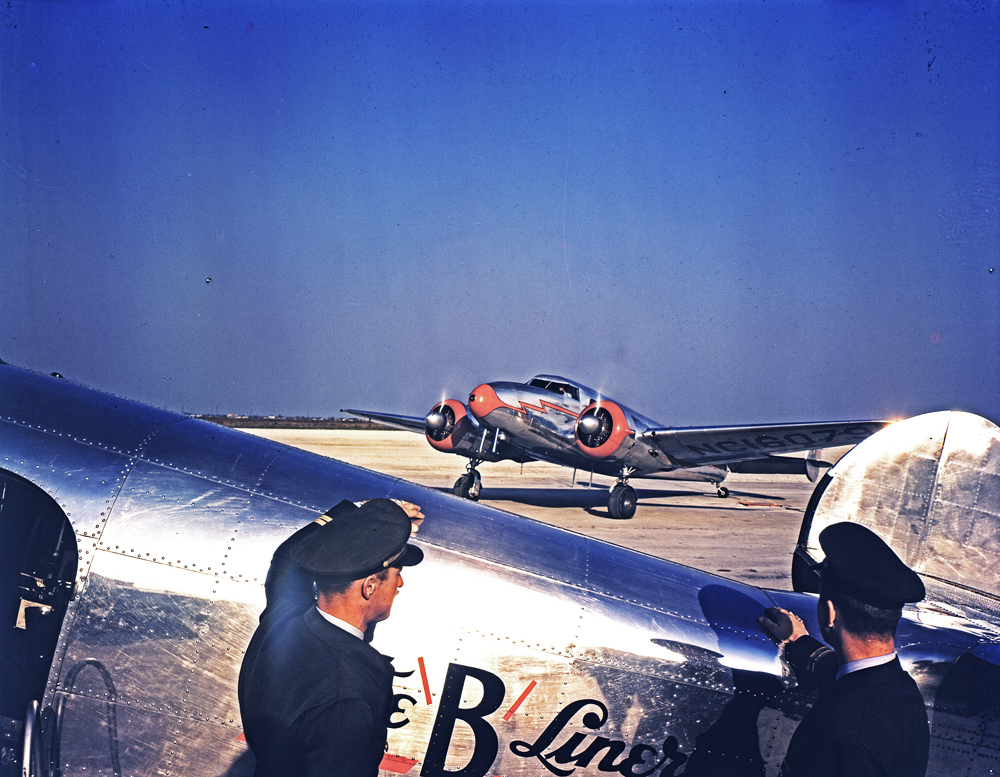
Пілоти і літакиLockheed 10B і 12A) компанії Braniff в Х'юстоні (1940 рік)

8 травня 1934 року Braniff Airways здійснює перший поштовий рейс за маршрутом «Чикаго—Канзас-Сіті», а 31 травня — перший пасажирський. З 15 червня почалися регулярні перевезення авіапошти. Також Пол починає збільшувати флот авіакомпанії за рахунок покупки у тих любителів авіації практично нових пасажирських літаків виробництва Stinson, Ryan Aeronautical і Travel Air всього за третину—половину від їх початкової вартості. У тому ж році купується «Локхід Вега» борт NC-8495, у якого, на відміну від попередніх літаків даного типу, основним кольором фюзеляжу був природний металевий, на який зверху завдали темно-червоного забарвлення з жовтою смугою; крила і кіль були білого кольору.
1 січня 1935 року «Бреніфф» придбав Long & Harmons Texas, завдяки чому отримала хаби в Далласі, Форт-Уэрте, Х'юстоні і Браунсвиллі, які згодом можна було використовувати при розширенні мережі перевезень до Південної Америки, для вивчення чого Пол Бреніфф навіть здійснив поїздку в Бразилію. Також після злиття флот авіакомпанії поповнився двома тримоторними Ford Trimotor, кожен з яких вміщав 12 пасажирів і 2 члени екіпажу, розвиваючи при цьому крейсерську швидкість 110 миль/год Навесні того ж року «Форди» були зняті з пасажирських маршрутів, так як в березні компанія придбала сім двомоторних літаків Lockheed Model 10 Electra. Нові «Електри» вміщували по 10 пасажирів, розвиваючи при цьому швидкість до 160 миль/год, а також маючи збільшену дальність польоту. 17 квітня модель 10 здійснила перший політ з Далласа в Корпус-Крісті, а в червні всі ці авіалайнери були введені в регулярну експлуатацію. Всього до початку 1936 року флот авіакомпанії налічував сім Lockheed Model 10 Electra, чотири Lockheed Vega, два Ford Trimotor і один Stinson Reliant.

### Відхід Пола Бреніффа
У 1935 році авіакомпанія ставати фінансово успішною, а її рятівник Пол Бреніфф отримує популярність. Однак цей ж рік стає переломним в історії авіаперевізника і з іншої причини. Її офіційний президент Томас Бреніфф тепер знову зацікавився цією авіакомпанією, яка нарешті стала приносити стабільний дохід, і він вирішив прибрати це бізнес собі. До того ж його дружині Бесс Турман (англ. Bess Thurman) не подобалася популярність швагра. Тоді Пол Бренніфф залишив посаду віце-президента авіакомпанії, продавши свою частку братові, а сам згодом створив в Оклахома-Сіті компанію «Braniff Engineering Corporation», що займається випуском кондиціонерів і обігрівачів.
На пост віце-президента Томас Бреніфф призначив Чарльза Едмунда Бірда. Також через погіршення відносин між братами, Том вирішив перенести авіакомпанію з Оклахома-Сіті. Штаб-квартира Braniff Airways тепер розташовувалася в Далласі (Техас), а основним аеропортом став Лав-Філд.

### Перші «Дугласи» і стюардеси

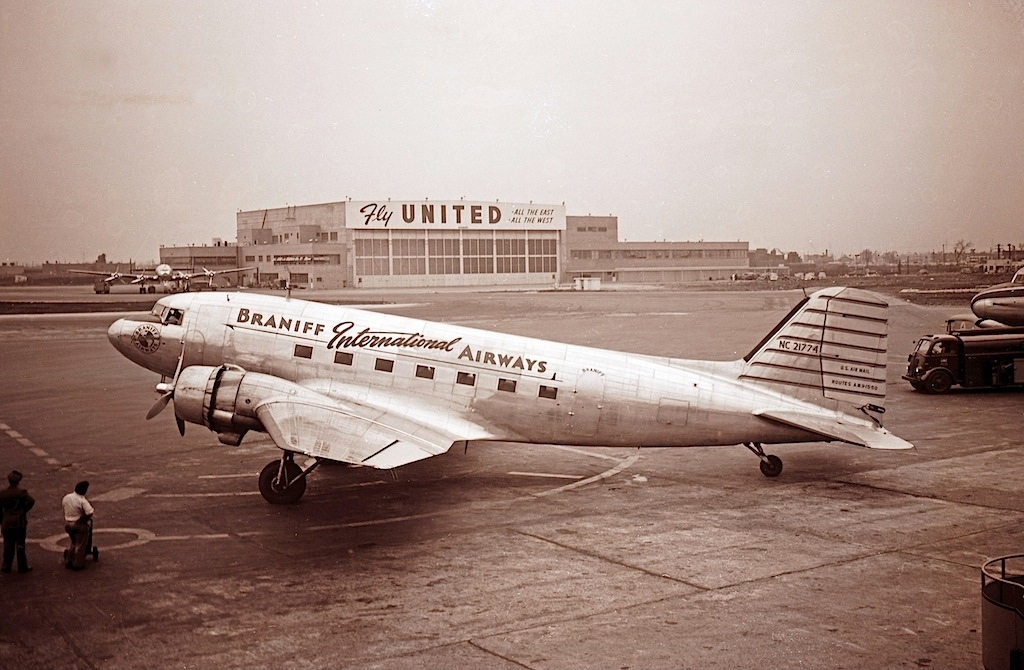
Douglas DC-3 авіакомпанії Braniff (фото 1949 року, після появи International в назві)

Розміщуючись у Лав-Філді, Branif Airways починає виконувати польоти з Далласа в Браунсвілл, Остін, Х'юстон, Оклахома-Сіті, Сан-Антоніо, Уейко, Уічіто-Фолс, Чикаго і багато інші міста. Також в аеропорту Лав-Філд пасажири могли пересісти на літаки компанії American Airlines, які виконували польоти на Східне і Західне узбережжя.
Так як Томас тепер повністю відповідав за авіакомпанію, без оглядки на брата, то він вирішує досягти рівня найбільших авіакомпаній країни, а для цього потрібно роздобути більш місткі авіалайнери Douglas DC-2 і DC-3, які на той момент вже експлуатувалися в American Airlines, Transcontinental and Western Airlines (TWA) і United Air Lines (UAL). Тоді Брэнифф домовляється з представниками TWA про придбання семи DC-2 — борти NC13713, NC13715, NC13716, NC13719, NC13724, NC13727, NC13728. У Braniff дані літаки надходять у 1937—1938 рр., а їхня експлуатація почалася 1 червня 1937 року, першим став борт NC13727. Найбільш важливим маршрутом, на якому працювали «Дугласи», був Даллас—Чикаго, який навіть отримав ім'я Braniff's Trip One (рос. Брэниффский маршрут 1 ).
Крім перших DC-2, в 1937 році в авіакомпанії з'являються і перші стюардеси. Претенденток відбирали за такими критеріями: неодружена жінка, що має не менше двох років навчання в коледжі, вільно володіє іспанською і вміє працювати з людьми, приємної зовнішності, акуратний і доглянутий вигляд, вік від 21 до 26 років, зріст від 5 футів до 5 футів 4 дюймів (152—163 см), вага від 110 до 118 фунтів (50-54 кг). Всього прийшли близько 800 претенденток, з яких у підсумку вибрали 10. Більшість дівчат в минулому були медсестрами, а тому могли за необхідності надати першу медичну допомогу, в тому числі навіть серцево-легеневу реанімацію. Підготовка перших стюардес проводилася в авіакомпанії TWA, а їхня форма була виконана в мексиканському стилі: курточка болеро з сріблясто-сірою спідницею і білою блузкою, доповнених червоним поясом і головним убором в стилі тюрбана з червоного вовняного крепу; дизайн спідниці був розроблений відомим модельєром Керрі Нейман.
У 1939 році в авіакомпанію надходять перші DC-3. Ці літаки експлуатувалися в Braniff протягом 21 року, а 17 квітня 1960 року буде списаний останній з них. У 1940 році Braniff відзначає своє 12-річчя. Урочистості з цієї нагоди проводилися в Каліфорнії, а брали участь в них такі актори і актриси, як Джон Уейн, Енн Міллер, Рошель Хадсон і Глорія Дін.

### Друга світова війна

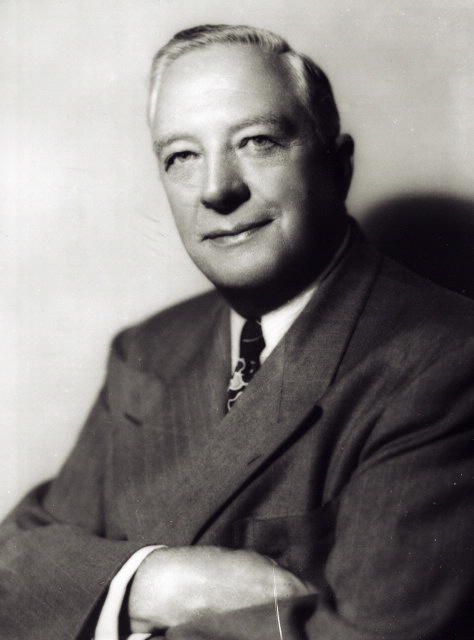
Томас Брэнифф в 1950 році

У 1941 році США вступають у Другу світову війну, а майже всі американські авіакомпанії тепер стали підпорядковуватися Міністерству оборони. У Braniff при цьому на носі літаків над символом авіакомпанії завдали букву «V» — символ перемоги, а значну частину повітряного флоту передали армії. 13 квітня 1942 року бреніффські літаки почали виконувати польоти з Сан-Антоніо в Гренаду і Панаму, будучи єдиними, хто працював на цьому «повітряному мосту». Найбільшу важливість ці польоти придбали влітку 1942 року, коли десятки німецьких підводних човнів прорвалися в Мексиканську затоку, практично паралізувавши судноплавство в ньому, тому постачання Панамського каналу здійснювалося тепер тільки повітряними суднами компанії Braniff Airways. Сам цей повітряний коридор отримав неофіційну назву Бананова траса (англ. The Banana Run).
В цілому воєнний час важко позначилося на економіці авіакомпанії, багато в чому через те, що після закінчення війни військові не повернули жодного літака, взятих у Braniff, а загальна пасажиромісткість залишилися налічувала всього 147 місць.

#### Дочірня авіакомпанія Aerovias Braniff Incorporated
У роки Другої світової війни Томас Бреніфф зробив спробу вийти на ринок перевезень в Центральній і Південній Америці, тому 4 квітня 1945 року в Мексиці було зареєстровано авіакомпанія Aerovias Braniff Incorporated, флот якої складався з 21 літака DC-3. 1 липня ці авіалайнери почали виконувати польоти з Мехіко в Веракрус, Мериду і Пуеблу. Далі Бреніфф зробив запит у Раду з цивільної авіації (CAB, займався регулюванням перевезень американськими авіакомпаніями), щоб той схвалив злиття Braniff Airways і Aerovias Braniff Incorporated. Проте всі плани зірвала інша велика авіакомпанія — Pan American World Airways, яка задіяла зв'язку в уряді, щоб запобігти цю угоду і усунути конкурента на центрально-американському просторі. 27 жовтня 1946 року уряд Мексики анулювало ліцензію компанії Aerovias Braniff Incorporated.

### Вихід на маршрути у Південну Америку
Відразу після війни авіакомпанія набуває Douglas DC-4, на який в ті роки американський ринок покладав великі надії, а один з них навіть був бортом №1 
 і на ньому часто літав Франклін Рузвельт. Новий літак міг перевозити ще більше пасажирів, а тому приносити більше прибутку, тому фінанси Braniff Airways стали швидко поліпшуватися.
У 1946 році її президент Томас Бреніфф і віце-президент Чарльз Бірд склали плани маршрутів польотів у Південну Америку, після чого направили їх CAB, щоб отримати на них сертифікат (у ті роки в США авіакомпанія повинна була отримувати дозвіл для польотів за новим, для неї, маршрутами). І цей сертифікат Рада видає, причому свою роль тут зіграло думку президента Гаррі Трумена, який не хотів, щоб Pan American World Airways отримала монополію в Південній Америці. Тепер Braniff Airways мала право здійснювати міжнародні рейси, тому вона додала до свого імені International (яке намагалося виділяти), а її повне ім'я змінилося на Braniff International Airways.

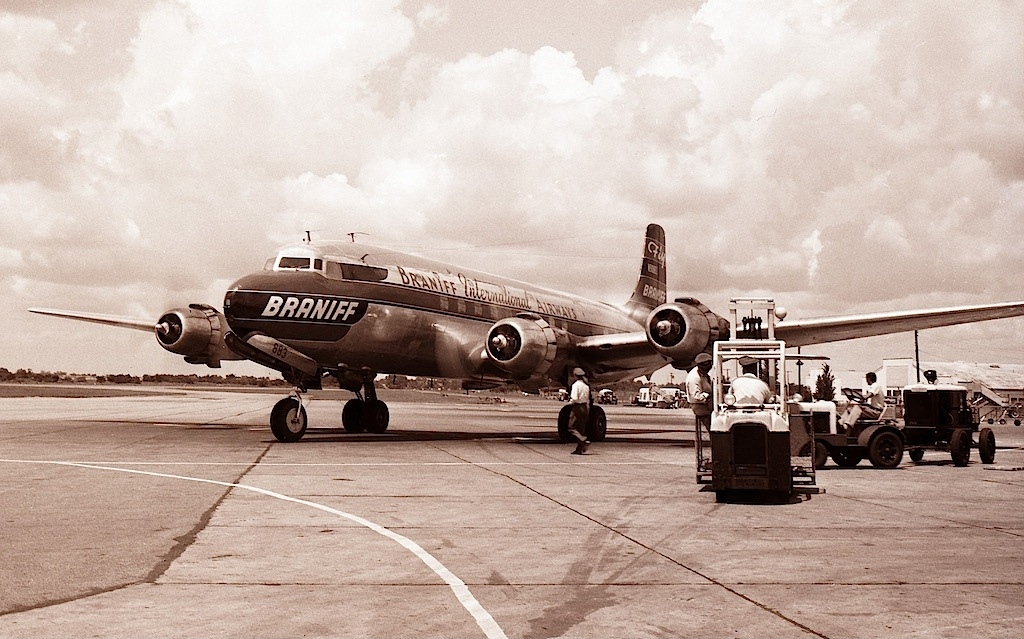
Douglas DC-6 авіакомпанії Braniff

Через рік авіакомпанія набуває нову модель «Дугласа» — DC-6. Це був прорив в американському авіабудуванні, адже це ще більший авіалайнер мав герметичні салон і кабіну, завдяки чому міг виконувати польоти на висотах понад 18 000 футів (5 500 м), розвиваючи при цьому швидкість понад 300 миль (480 км) на годину. Braniff стала використовувати ці машини на своїх нових південноамериканських маршрутах, при цьому салон мав спальні місця в окремих каютах, завдяки чому комфорт пасажирів в умовах багатогодинних перельотів був вище. DC-6 стали виконувати польоти в Гавану (Куба) і Бразилії, а в 1949 році було відкрито маршрут «El Conquistador» в Ла-Пас (Болівія).
Щоб отримати дозвіл на польоти в Аргентину, президент авіакомпанії Томас Бреніфф попрямував в цю країну і зустрівся там з Хуаном Пероном. Але Перон відповів відмовою, заявивши, що вже є авіаперевізник, який виконує рейси між Аргентиною і США — Panagra (дочірня компанія Pan Am і Grace and Company), а тому потреби у ще одній іноземній авіакомпанії він не бачить. Але Бреніфф не сумував, а після повернення направив в Аргентину гінця, щоб той зустрівся з першою леді країни — Євою Перон, і вже з нею обговорив це питання. Єва в свою чергу відповіла: Braniff може літати в моє місто, якщо я зможу [літаках] Braniff вільно прилетіти в Х'юстон і Даллас, щоб зробити безмитні покупки в «Sakowitz» і «Neiman Marcus» і повернутися додому (англ. Braniff can fly to my city, if I can fly on Braniff free to Houston and Dallas to shop at Sakowitz and Neiman-Marcus, and return home duty free). Так у 1950 році на карті напрямків з'явився маршрут «Casa Rosada» в Буенос-Айрес. Загальна протяжність міжнародних маршрутів від Х'юстона до Буенос-Айреса з яким літали літаки Braniff тепер сягала 20 000 миль (32 000 км).

### Злиття з Mid-Continent Airlines

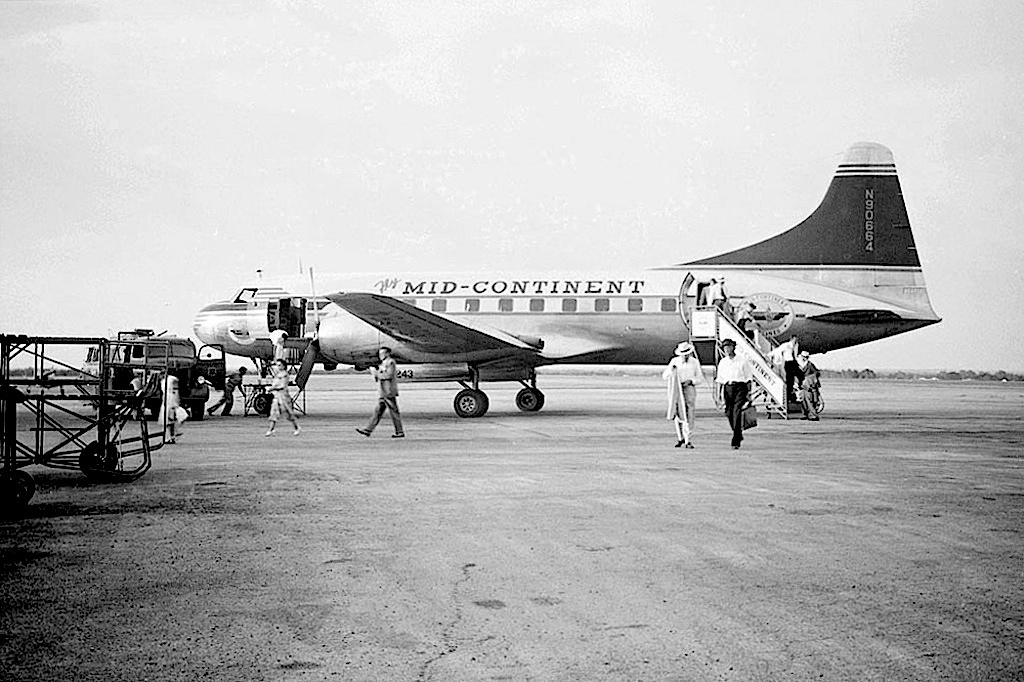
Convair 240 компанії Mid-Continent Airlines

Ще в 1939 році Braniff хотіла отримати сертифікат для польотів за маршрутом з Міннеаполіса/Сент-Пол (штат Міннесота) в Канзас-Сіті, але Управління цивільної авіації в той раз віддала цей маршрут іншій авіакомпанії — Mid-Continent Airlines. Це був великий гравець на внутрішньому ринку авіаперевезень в середній частині країни, хоча і поступається Braniff Airways, тому остання кілька років вела переговори з питання поглинання конкурента.
16 лютого 1952 року Braniff нарешті купує Mid-Continent, отримавши заодно весь її повітряний флот, включаючи п'ять Convair 240, придбаних у 1950 році, чотири довоєнних Lockheed 18 Lodestar, а також DC-3 довоєнного і воєнного виробництва. Купивши Mid-Continent, авіакомпанія Braniff отримала право виконувати польоти за 32 новим внутрішніх маршрутах (до вже існуючих на той момент 29 внутрішнім і 9 міжнародних), в тому числі такі великі міста, як Міннеаполіс і Сент-Пол (Міннесота), Де-Мойн і Су-Сити (Айова), Омаха (Небраска), Сент-Луїс (Міссурі), Су-Фолс (Південна Дакота), Shreveport і Новий Орлеан (Луїзіана).
Після злиття Braniff мала в цілому 75 літаків та понад 4 тисяч співробітників. За обсягом пасажиро-км вона займала 10-те місце серед усіх авіакомпаній США, в тому числі 9-те на внутрішніх перевезеннях. Однак за 1953 рік загальний дохід авіакомпанії становив лише 11 000 доларів. Це було пов'язано насамперед з придбанням і введенням в експлуатацію нових Convair 340 з пасажиромісткістю на 44 місця і швидкістю польоту до 300 миль/год, які повинні були замінити застарілі DC-3, а також зниження субсидій на поштові перевезення через поглинання Mid-Continent. Після того, як Томас Брэнифф зумів домовитися про відновлення розміру субсидій в колишньому обсязі, прибуток авіакомпанії знову змогла вийти на високий рівень.

### Загибель братів Бреніффів
10 січня 1954 року Томас Бренніф разом з групою приятелів на гідролітаку Grumman Mallard повертався у Шрівпорт (Луїзіана) після полювання на качок. Так як була середина зими, а Mallard не обладнаний системою протиобледеніння, на крилі почав утворюватися шар криги, внаслідок чого літак почав втрачати висоту. Екіпаж спробував приземлитися на озеро Уоллес (англ. Wallace), що на відстані 15 миль (24 км) від Шривпорта, але «Груммана» зачепив кипарис і зазнав катастрофу. Всі 12 осіб на борту загинули, включаючи Тома Бренніфа. Через сім місяців, у серпні того ж року від раку померла його дружина Бесс (англ. Bess). Трагедія цієї пари полягала в тому, що вони пережили своїх дітей: син Турман (англ. Thurman Braniff) загинув 11 липня 1938 року, також в авіакатастрофі, але під час тренувального польоту в період навчання в льотній школі; у дочки Дженні (англ. Jeanne Braniff) під час пологів 17 листопада 1947 року виникли ускладнення, внаслідок яких загинула дитина (дочка Дженні Террелл (англ. Jeanne Terrell)), а 9 січня 1948 року вона померла від флебіту з флеботромбозом.
Пол Бренніф пережив брата лише на п'ять місяців. Він помер 1 червня 1954 року через загострення раку кісткової тканини і, ймовірно, пневмонії. У нього залишилися дружина Мері (англ. Marie Braniff) і син Джон Пол (англ. John Paul Braniff).
Після загибелі Томаса Бреніффа, пост президента зайняв колишній віце-президент Чак Бірд, який запровадив «політику відкритих дверей». Вакантну посаду віце-президента зайняв колишній пілот Р. В. Карлетон, працював у Braniff з 1931 року. Частина акцій авіакомпанії при цьому залишилася у сім'ї Пола Бреніффа.

### Останні поршневі і перші турбогвинтові
У 1955 році авіакомпанія купує у венесуельській Aeropostal Alas de Venezuela два чотиримоторних Lockheed L-049 Constellation (борта N2520B і N2521B), які працювали на маршрутах в Іллінойсі, Канзасі, Оклахомі і Техасі. «Констеллейшен» в той час використовувався в США і як президентський літак, але Дуайт Ейзенхауер часто для польотів віддавав перевагу саме літаки компанії Braniff; згодом цією авіакомпанією літав і Ліндон Джонсон. При цьому варто відзначити, що технічний стан цих машин був низьким, через що серед пілотів і обслуговчого персоналу вони навіть отримали прізвиська Страх (англ. Fear) і Паніка (англ. Panic). У 1959 році обидва ці лайнера були виключені зі складу флоту і продані. Також в листопаді 1955 для транспортних перевезень було придбано два Curtiss C-46D Commando (продані в 1963 році авіакомпанії Air America).
У період другої половини 1950-х років авіакомпанія вводить цілий ряд нововведень в авіаційній промисловості, які зараз застосовуються повсюдно:
- Перша авіакомпанія, що використовує систему ILS (заходження на посадку за радіолокаційним вектором глісади);
- Перша авіакомпанія, у якої більшість повітряних суден були обладнані автопілотами;
- У Далласі вперше була впроваджена комп'ютеризована система бронювання, яка об'єднувала квиткові каси;
- У 1957 році вперше почала застосовувати «Срібний сервіс» (англ. Silver Service) — подачу страв на срібному посуді;
- У 1956 році однією з перших запровадила бортові радіолокатори на цивільних літаках.

20 жовтня 1956 року Braniff початку експлуатацію найбільшого серійного пасажирського літака з поршневими двигунами — Douglas DC-7C, які спершу виконували польоти з Далласа в Нью-Йорк і Чикаго. Цей літак мав салон з пасажиромісткістю 73 місця: 12 місць першого класу в передній частині, 45 місць туристичного класу — в середній, 16 місць першого класу — в кормовій. Цим літакам присвоїли ім'я «the El Dorado», а в хвостовій частині у них був намальований герб «El Dorado», у нижній частині якого знаходилася стрічка з написом Serving The Americas (укр. Обслуговування Америк). У 1957 році ці авіалайнери стали здійснювати рейси в Перу, а для підвищення якості обслуговування була впроваджена послуга Silver Service.
У 1955 році компанія замовляє дев'ять літаків Lockheed L-188 Electra (борта N9701C—N9709C) — одних з перших авіалайнерів з турбогвинтовими двигунами. У 1959 році перші L-188A надходять в Braniff і починають експлуатувати. Нові турбогвинтові двигуни розвивали більш високі потужність і частоти обертання, а у рекламі нові літаки вказувалися як Jet Power Electra'.
Однак 29 вересня 1959 року відбувається одна з найрезонансніших катастроф L-188: борт N9705C віком менше місяця і експлуатувався всього 11 днів виконував пасажирський рейс з Х'юстона в Даллас, але через півгодини з моменту вильоту раптом рухнув в небі при хороших погодних умовах. Свідки при цьому побачили в небі яскравий спалах, перед якою з'явився сильний гул. Розслідування тривало півтора року, при цьому навіть були задіяні фахівці з НАСА, але в підсумку слідчі визнали, що не можуть визначити точну причину катастрофи борту N9705C, лише припустивши, що виник флаттер повітряного гвинта, який призвів до коливань двигуна, які увійшли в резонанс з власними коливаннями крила. Але представники Braniff і Міжнародна асоціація пілотів не прийняли цю версію. Як стверджував віце-президент Карлетон, в момент катастрофи екіпаж вів радіопереговори з землею, а останньою фразою пілота стала: Боже мій, у нас хтось ударив (англ. My God, someone has hit us). У поєднанні з доказами на уламках, а також показаннями свідків це вказувало на те, що авіалайнер, ймовірно, був збитий ракетою «земля-повітря». На версії про атаку ракетою Карлетон стверджував і щодо катастрофи борту N9707C в 1968 році, яка відбулася при аналогічних обставинах (літак також зруйнувався в повітрі при виконанні рейсу «Х'юстон—Даллас») в 49 милях (79 км) від місця падіння борту N9705C.
У 1957 році штаб-квартира компанії переїжджає в новий 10-поверховий будинок в Далласі, а також відкриваються нові термінали в аеропорту Лав-Філд. У цьому ж році річний фонд заробітної плати Braniff перевищив 22 000 000 доларів.

### Перші реактивні
У 1955 році керівництво Braniff, поряд з іншими великими авіакомпаніями країни, робить попереднє замовлення на турбореактивний пасажирський літак Boeing 707. Але при цьому Чак Бірд робить замовлення на модель 707-227, яка відрізняється більш потужними двигунами Pratt & Whitney JT4A-3 з силою тяги 15 800 фунтів (7 200 кг), завдяки чому літаки будуть швидше конкурентів, хоч це і призведе до затримки з випуском на 4-5 місяців. Варто відзначити, що Braniff була єдиною, хто замовляв модель 707-227. Однак перший 707-227 борт N7071 під час випробувального польоту 19 жовтня 1959 року, за день до передачі в авіакомпанію, зазнав катастрофу, при цьому загинуло 4 з 8 чоловік на борту.
Перший 707-ой, яким став борт N7072, в Braniff надійшов 3 грудня 1959 року, при цьому виконавчий віце-президент з операцій Карлетон особисто перегнав його в Даллас. Всього літаків моделі 707-227 надійшло чотири — борти N7072—N7075. Як і DC-7C, «Боїнгам» присвоїли ім'я «El Dorado», а з 19 грудня 1959 року стали використовувати на маршрутах «Даллас—Нью-Йорк» і «Даллас—Чикаго». Пізніше на них ввели «Золотий сервіс» (англ. Gold Service).
З 1 липня 1962 року Braniff спільно з Pan Am почала виконувати польоти з Техасу в Лондон (Велика Британія). Використовувався Boeing 707-321 борт N759PA «Texas Clipper», пілотований екіпажами обох авіакомпаній та виконує рейс 58 по маршруту Х'юстон—Даллас—Чикаго—Лондон—Франкфурт.
Але крім B707, Boeing пропонував також модель B720 для маршрутів середньої дальності, яка була укороченою версією 707-120, але з спрощеним крилом. 720-й, порівняно з 707-м, міг використовувати злітно-посадкові смуги меншої довжини, легше і швидше. До того ж кількість пасажирських місць туристичного класу на 720 і 707-227 збігалося, тому Braniff замовила і цю модель. У загальній складності було замовлено 8 літаків моделі 720 (борта N7076—N7083), які надійшли в 1961—1965 роки, а в 1972 році в United Air Lines був придбаний борт N7224U. Всі чотири 707-227 навесні 1971 року були продані карибської авіакомпанії BWIA International.
Крім «Боїнгів» на початку 1960-х років Braniff робить замовлення у британської авіабудівної компанії British Aerospace на партію з 14 двомоторних реактивних BAC 1-11, ставши першим американським замовником цього літака. У березні 1965 року надходить перший літак цієї моделі — борт N1543, а в грудні того ж року останній — борт N1554. «Один-одинадцять» виявився невеликим, але міцним літаком, з двома турбореактивними двигунами в хвості, при цьому міг вміщати до 60 пасажирів. Це був оптимальний авіалайнер для коротких маршрутів, наприклад, з Далласа в Оклахома-Сіті, Форт-Уерт і Х'юстон, а його льотний екіпаж складався всього з двох пілотів, що дозволяло знизити собівартість перевезень. Фактично вже тоді керівництво Braniff розуміло, що майбутнє авіаперевезень за льотними екіпажами з пари чоловік. У 1971—1972 році, вже в період правління Хардинга Лоуренса, всі залишилися в експлуатації «один-одинадцяті» були продані.
У 1969 році з флоту авіакомпанії були виключені останні гвинтові літаки; тепер він повністю складався тільки з реактивних повітряних судів.

### GreatAmerica Corporation

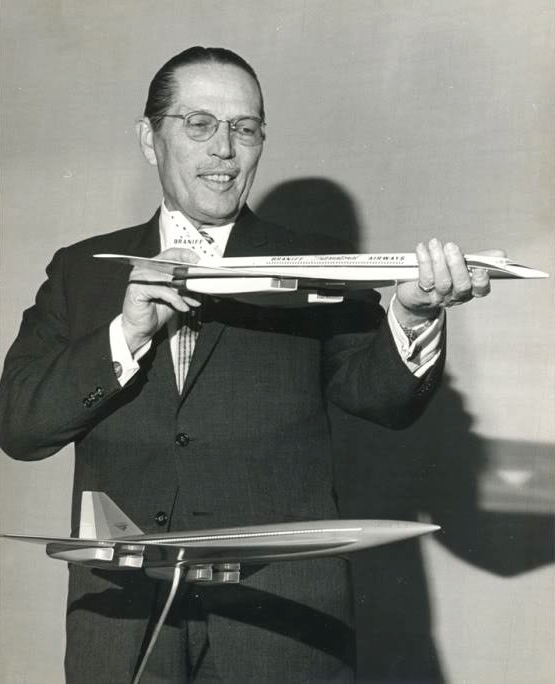
Третій президент компанії Чарльз Едмунд Бірд у 1964 році з моделями надзвукового літака Boeing 2707

23 червня 1963 року Braniff International Airways відзначила своє 35-річчя. Виросла з невеликої компанії, яка ледве вижила в 1930-ті роки, тепер це був великий авіаперевізник з чисельністю штату 5482 людини, повітряний флот якого налічував близько 50 літаків, у тому числі B707−227, B720, L-188 Electra, DC-7C, і ще кілька BAC 1-11 повинні були надійти. Авіакомпанія виконувала польоти в 46 міст у 10 країнах, а сумарна довжина маршрутів досягала 17 914 миль (28 830 км). Її активи становили 96 мільйонів доларів, а операційний прибуток — 94 мільйони доларів. Річний дохід від пасажирських перевезень за останні 5 років зріс з 550 мільйонів до 1,5 мільярдів доларів, а 1 цент доходу з акцій в 1953 році до 1964 році становив вже 2,03 долара. Щомісяця перевозилося 6 824 500 фунтів (3 095 500 кг) вантажів, експрес-пошти та посилок. На той час Braniff займала 10-е місце серед найбільших авіакомпаній світу.
Однак авіакомпанією вже зацікавився Трой Віктор Пост — страховий підприємець, який заснував у 1962 році в Далласі великий страховий конгломерат «GreatAmerica Corporation». Пост хотів розширити сферу своєї діяльності корпорації, тому попросив фінансового директора Чарльза Едварда «Еда» Еккера дослідити, в яких транспортних компаніях керівництво працює найбільш неефективно. Той серед інших назвав National Car Rental, що займається прокатом автомобілів, і авіакомпанію Braniff, причому щодо останнього варто врахувати, що на той момент Ед Еккер ще погано розумів, наскільки складний авіаційний бізнес.
GreatAmerica набуває 629 629 звичайний акцій по 25 доларів за штуку, а потім ще трьох акціонерів купує 1,1 мільйона акцій, також по 25 доларів за штуку, тим самим отримавши пакет із 1 665 000 акцій загальною вартістю 41,6 мільйона доларів. Тепер у GreatAmerica було 57,5 % акцій Brannif, тобто контрольний пакет, що дозволило їй в серпні 1964 року захопити авіакомпанію, на той момент за розмірами флоту і мережі перевезень порівнянну з іншого великої американської авіакомпанією — Delta Air Lines.
Чак Бірд, який віддав Braniff 30 років життя і під чиїм керівництвом авіакомпанія значно розширилася і досягла великої популярності, був зміщений з поста президента, а на його місце Трой Пост ставить свого шурина — Хардінга Лоуренса, який до цього обіймав посаду віце-президента авіакомпанії Continental Airlines, в якій за останні 10 років доходи зросли на 500 %. 5 квітня 1965 року Лоуренс офіційно став четвертим президентом Braniff; посаду виконавчого віце-президента і фінансового директора зайняв Едвард Еккер, якому спочатку доводилося поєднувати роботу в Braniff і GreatAmerica, поки остання в 1967 році не була придбана конгломератом Ling-Temco-Vought.

### Ребрендинг

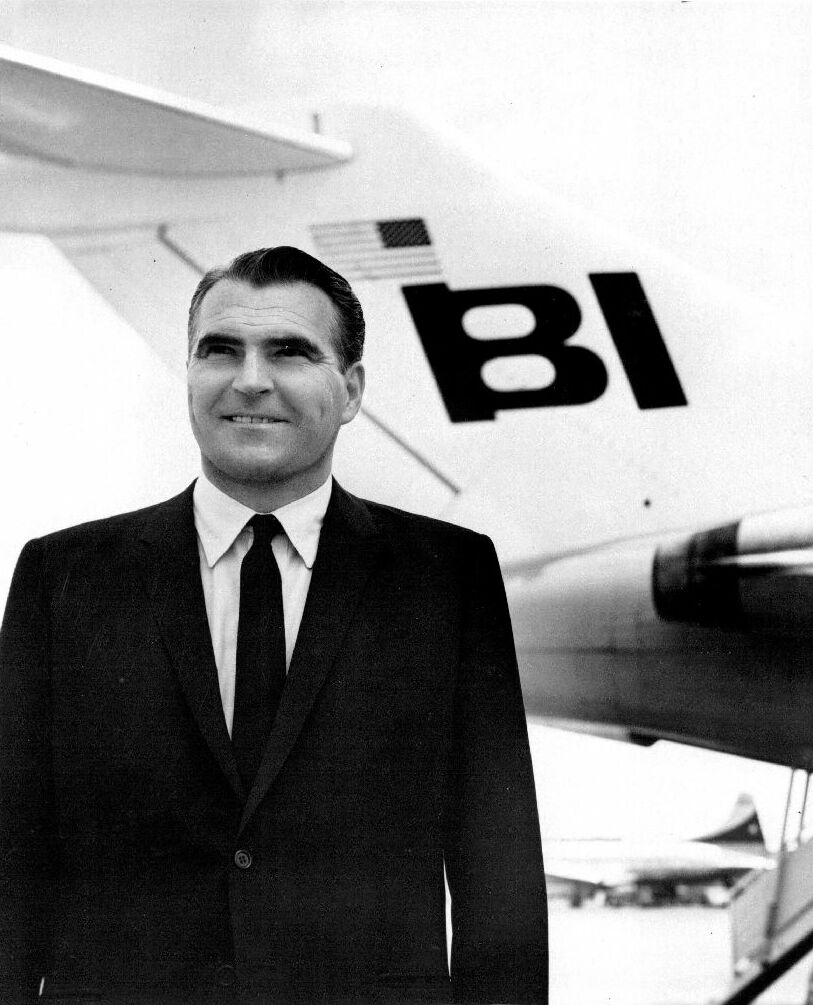
Четвертий президент Хардінг Лоуренс у 1966 році на тлі Boeing 727, за його ініціативою надійшов в авіакомпанію

Новий президент авіакомпанії протягом місяця з моменту вступу на посаду схвалив замовлення на отримання 12 вантажопасажирських літаків Boeing 727-27QC, які вже були відібрані, але замовлення на них був скасований через вибір на користь BAC 1-11, а також скасував замовлення на поставку останніх. Надійшли 727-і «Боїнги» мали великі двері збоку і могли бути переобладнані в пасажирський, так і в вантажний варіант. Завдяки цьому вдень літаки могли працювати на пасажирських перевезеннях, а вночі — на вантажних, а значить меншим був простій. У 1970-ті роки B727 стане основним типом літака у флоті Braniff, працюючи на маршрутах середньої протяжності.
Ціни на авіаквитки в той час регулювала Рада з цивільної авіації, тому для залучення пасажирів і підвищення прибутку авіакомпаніям була потрібна ефективна реклама. Хардінг Лоуренс вирішує, що Braniff варто відмовитися від біло-синьо-червоній лівреї з золотистою «El Dorado», перейшовши на нову, більш яскраве. Вимагалося провести ребрендинг авіакомпанії, програма з чого отримала найменування «Кінець простим літакам» (англ. The End of the Plain Plane). Для робіт по створенню нового іміджу було найнято агентство Джека Тінкера (англ. Jack Tinker Agency), кількість співробітників якої входила і Мері Уеллс (через два роки вона стане дружиною Хардінга Лоуренса). Джек Тінкер в свою чергу для допомоги з цією роботою в травні 1965 року найняв відомого німецького дизайнера Александра Жирара, італійського модельєра одягу Еміліо Пуччі та американського модельєра взуття Бета Левіна.
3 серпня 1965 року відбулося перше обговорення майбутнього дизайну авіалайнерів. На цій зустрічі шеф-пілот Карелтон наполягав на поверненні до лівреї 1930-х років, яка використовувалася на Lockheed Vega, хоча це і не було новою оригінальною версією. Також у ході обговорення було визначено не фарбувати у білий колір нижні частини фюзеляжу, крила й хвостового оперення. Наступна зустріч відбулася 27 вересня того ж року і на ній був представлений B720-027 борт N7076 з новим варіантом лівреї. Фюзеляж лайнера був пофарбований у блакитний колір, а крила, двигуни і горизонтальні стабілізатори — білий; всі роботи по фарбуванню виконувалися в аеропорту Лав-Філд. Наступного дня літак сфотографували для професійної реклами, після чого 29 вересня він почав літати на маршруті Міннеаполіс/Сент-Пол—Канзас-Сіті—Даллас—Сан-Антоніо—Мехіко. Однак мексиканський уряд висловив офіційний протест такий фарбуванні літака через забобони, що фіолетовий, білий і чорний кольори приносять нещастя. Пізніше в темний багряно-синій колір був пофарбований борт N7078, який також не сподобався мексиканцям.1 жовтня 1965 року був представлений вже BAC 1-11 борт N1544, повністю пофарбований в помаранчевий колір, а на наступний день проводять його фотозйомку. У тому ж місяці ще чотири BAC 1-11 були пофарбовані в бежевий, блакитний, лимонно-жовтий і темно-синій кольори. 6 листопада B-720 борт N7076 і BAC 1-11 борт N1544 були представлені пресі. Потім до грудня того ж року всі залишилися B707-227, B720 і BAC 1-11 були перефарбовані, а 20 і 21 січня сфотографовані, у тому числі з вертольота. У лютому борту N7076 і N7078 були перефарбовані у синій однотонний колір, на догоду мексиканській владі.
У підсумку дизайнер Олександр Жирар вибрав сім кольорів для фарбування літаків: блідо-блакитний, блакитний, помаранчевий, охра, блакитний, лимонно-жовтий і бежевий. Також саме цей дизайнер розробив новий логотип авіакомпанії — літери «BI» (від Braniff International). Жирар хотів, щоб літак забарвлювався повністю в один колір, емблема на кілі була невеликою, а у верхній частині фюзеляжу, починаючи від першої двері, наносилася невелика напис «Braniff International». Однак у Braniff переглянули його варіант і додали до нього зміни на основі лівреї літаків «Локхід Вега» в 1930-х роках: крило, двигуни і хвостове оперення стали забарвлюватися в білий колір, а логотип був значно збільшений.
Крім ліврей літаків, змін зазнала і форма стюардес, дизайн якої розробляла італійський кутюр'є Еміліо Пуччі. Так як в той період була мода на космос, Пуччі в 1965 році створив для стюардес «Космічний міхур» (англ. Space Bubble) у вигляді прозорого шолома, який у самій авіакомпанії називали «Купол від дощу» (англ. Rain dome), так як він дійсно дозволяв захистити зачіски стюардес від негоди. Проте в експлуатації з'ясувалося, що ці «бульбашки» ніде було зберігати, а впровадження в аеропортах телескопічних трапів зробило питання про захист від негоди неактуальним. Тому до кінця року ці головні убори швидко вийшли з ужитку. Також італійський дизайнер розробив робочі комбінезони для наземного персоналу авіакомпанії з вісьмома варіантами кольорів, однак такі кольори, як білий та інші яскраві швидко вийшли з вживання, так як бруд на них добре відчутна.
У 1967 році з'явився ще один варіант форми стюардес викликаючого забарвлення, в комплект якого тепер входили вузькі штани. У 1968 році цій формі на зміну приходить вже більш проста у вигляді короткої сукні рожевого або сливового кольору. Також починаючи з цього року стюардеси компанії Braniff перестали носити головні убори. Надалі нові уніформи стюардес дизайнер пропонував в 1971 і 1974 році.

### Придбання Panagra
Вже з початку 1960-х років ще Чарльз Бірд почав вести переговори про злиття з Pan-American Grace Airways (Panagra) — дочірньої авіакомпанії таких великих компаній, як американська Pan American World Airways і аргентинська W. R. Grace and Company. Panagra обслуговувала повітряні маршрути в Південній Америці і була головним конкурентом Braniff на цьому континенті, тому остання і вирішила її викупити у основних власників. У 1963 році на бік Braniff стало американське уряд, так як амеріко-аргентинська авіакомпанія порушувала «акт Шермана» і до того ж могла розширити свої маршрути на північ, вийшовши за Панамський канал, тобто на територію Північної Америки. Так як єдиним повністю американським авіаперевізником в Південній Америці була тільки Braniff, авіакомпанії Pan Am було наказано продати останньому компанію Panagra. Після врегулювання всіх питань, у 1965 році Panagra була оцінена в 22 000 000 доларів США; суму повинні були порівну поділити між собою Pan Am і Grace. Однак процес підписання документа затягнувся на кілька років, а злиття двох авіакомпаній сталося тільки 1 лютого 1967 року, при цьому сума операції склала вже 30 000 000 доларів.
Разом з новими маршрутами, Braniff отримала і весь флот придбаної авіакомпанії, включаючи вже замовлені, але ще не доставлені Douglas DC-8-62 (надійшли протягом декількох років), які прийшли на зміну застарілим DC-8-30. Весь флот Panagra залишили в початковій лівреї, але під час ребрендингу перефарбували, при цьому нова лівреї була витримана в стилі попередньої.

### PAC-MAC

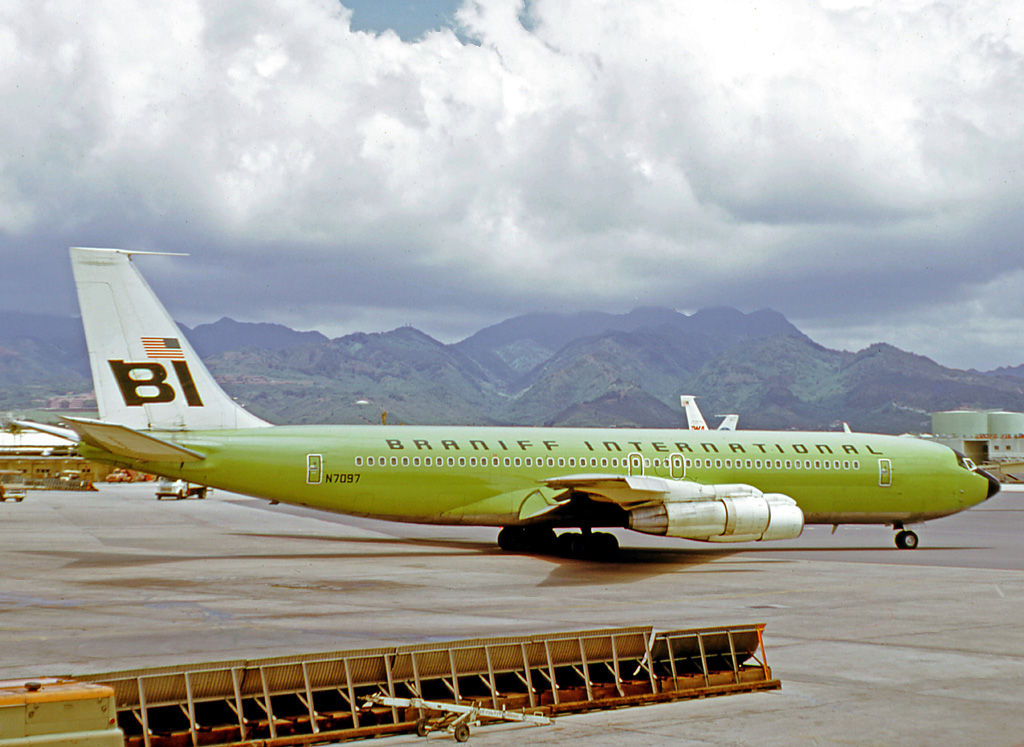
B707-327C в Гонолулу (Гаваї)

У 1966 році Трой Пост зустрівшись в Білому домі з президентом Ліндоном Джонсоном зумів домовитися на укладення контракту між Braniff International Airways і Military Airlift Command (MAC) на виконання чартерних військових рейсів в Нову Шотландію, Гренландію, Ісландії, Азорські острови і ФРН. Ці трансатлантичні рейси авіакомпанія виконувала до 1968 року, а з 1967 року стала також виконувати польоти через Тихий океан в Південно-Східну Азію і назад, перевозячи солдатів і військове обладнання і тим самим значно вплинувши на хід В'єтнамської війни. На цих рейсах літаки Braniff виконували посадки на авіабазах Уэйк (Уейк), Андерсен (Гуам), Йокота, Кадена (обидві в Японії), Кімпхо (Республіка Корея), Кларк (Філіппіни), В'єнтьян (Лаос), Бангкок (Таїланд), Бьєнхоа, Дананг, Камрань і Таншоннят (все в Південному В'єтнамі). Договір на рейси через Тихий океан називався Pacific Air Charter (PAC), а виконували ці польоти дев'ять літаків Boeing 707-327C (борта N7095—N7100 і N7102—N7104), що надійшли у Braniff в 1966—1967 роки.

### «Термінал майбутнього» і коледж бортпровідників
У 1968 році в аеропорту Лав-Філд міста Даллас Braniff відкрила «термінал майбутнього» (англ. Terminal of the Future), розроблений Джеком Корганом (англ. Jack Corgan). Через два роки в цьому аеропорту відкрився монорейка Jetrail — перша в світі повністю автоматизована монорейкова система; її будівництво обійшлося в два мільйони доларів. Jetrail з'єднував між собою закриту парковку для автомобілів, склад багажу та цокольний поверх «терміналу майбутнього», що дозволяло пасажирам швидко добиратися від свого автомобіля відразу в головний зал аеровокзалу. Працювали на монорейці десять пасажирських вагончиків з системою підтримки мікроклімату і з розрахунковою пасажиромісткістю на 10 чоловік з ручною поклажею, а також кілька вагонів для перевезення багажу. Управління здійснювалося за допомогою кнопок, аналогічним кнопок у ліфті, як привод спочатку використовувалися асинхронні двигуни, яким незабаром на зміну прийшов лінійний двигун. Зовнішній дизайн вагонів був оформлений в стилі літаків авіакомпанії. Коли в 1974 році компанія Braniff переїхала з Лав-Філд в тільки що відкрився аеропорт Даллас—Форт-Уерт, монорейкова система виявилася не потрібна. Були спроби використовувати її як туристичну принаду, але цим планам не судилося збутися. Незабаром унікальний монорейка розрізали на металобрухт. «Термінал майбутнього» також не зберігся, так як в 1999 році був повністю перебудований під час реконструкції аеропорту.
У 1968 році авіакомпанія відкриває в Далласі і найбільший у країні коледж для підготовки бортпровідників, який розміщувався в шестиповерховому будинку. Перший поверх призначався для гостей і тут знаходилися розважальний зал, класні кімнати та приміщення для переговорів. На двох наступних поверхах були тренувальні зали, навчальні кабінети і салон краси. Верхні три поверхи займало гуртожиток. Дизайн приміщень і підбір кольорів здійснював Олександр Жирар, який орієнтувався на південноамериканський і панамський стиль. З 1973 року на посаду бортпровідників Braniff стала наймати і чоловіків. Будівля належала Braniff до 1982 року, після чого було передано корпорації Dresser Industries, яка після звільнення передало його вже мережі наркологічних центрів Daytop. У 1997 році Daytop продав будівлю, а в 1999 році після реконструкції тут відкрився будинок престарілих.
Але незважаючи на такі відкриття нових споруд, у 1968 році в Braniff відзначився спочатку невеликий, але спад пасажиропотоку, а середня заповнюваність літаків до 1969 році впала нижче 50 %. Як відзначали деякі бізнесмени, в аеропортах багатьох великих міст, включаючи Даллас і Х'юстон, агенти авіакомпанії не зустрічали прибулих пасажирів біля виходу, що виглядало нечемно з їх боку. Багато заявили, що у авіакомпанії в цей період з'явилося «хвастощі», що не подобалося клієнтам. Також в 1970 році всередині авіакомпанії пройшла хвиля звільнень працівників, що підвищувало навантаження на останніх. Керівництво періодично змінювала кольори забарвлення літаків, вводячи навіть такі, як «Зелений Панагра» або «Помаранчевий Бреніфф», але робив це з зайвим пафосом, а тому рекламні кампанії виявлялися малоефективними.

### Поява широкофюзеляжних літаків

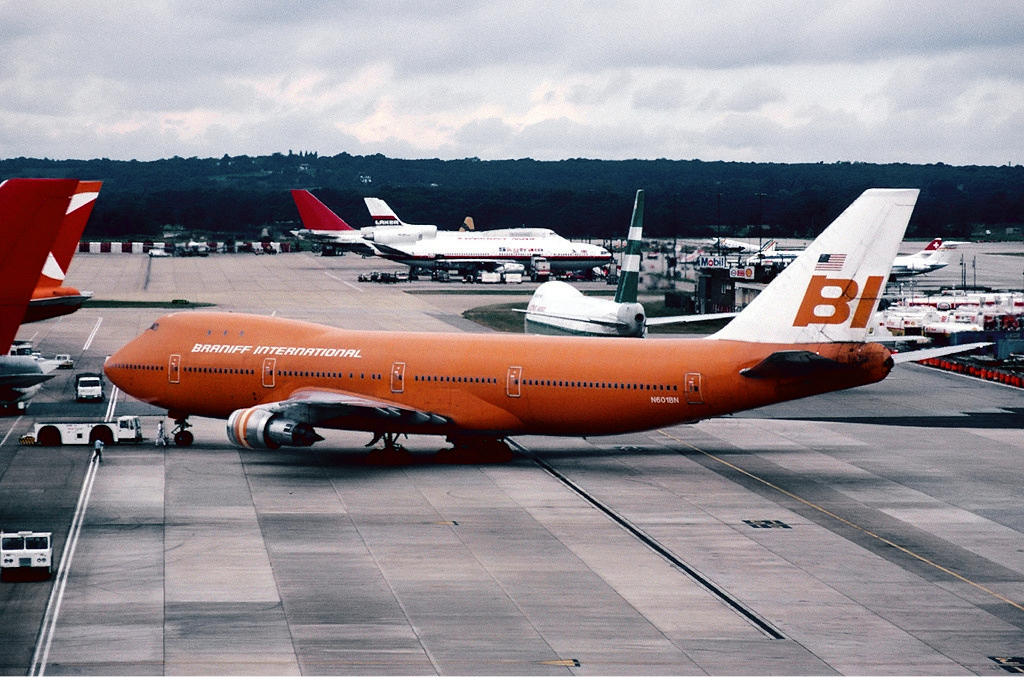
B747−127 борт N601BN в аеропорту Гатвік (Лондон) у 1981 році

В 1970 году Braniff замовляє широкофюзеляжний літак Boeing 747−127, а 5 січня 1971 року їм надходить її перший Jumbo Jet, який отримав бортовий номер N601BN і був розфарбований в помаранчевий колір; також це був 100-й збудований B747. Новий авіалайнер почав виконувати польоти на Гаваї, а подорож ним рекламувалась під слоганом Найексклюзивна адреса в небі (англ. The Most Exclusive Address in the Sky). В березні 1978 року борт N601BN почав виконувати польоти в Лондон (Велика Британія), але згодом знову переведений на гавайський маршрут, літаючи через Атлантику лише інколи. В тому же 1978 році Braniff починає виконувати польоти по маршруту «Гаваї—Портленд», вартість квитка на якому складала 50 доларів в один кінець і 99 доларів для «туди—назад». В авіакомпанії борт N601BN експлуатувався аж до її закриття.
У 1972 році Braniff за проектом модельного будинку Гленна Геддіса (англ. Glenn Geddis) починає застосовувати двоколірні лівреї чотирьох схем: червоний/ацтекські золото, синій, світло-блакитний, помаранчевий/охра, зелений/світло-зелений. Одноколірна лівреї на B747−127 при цьому була збережена.
У 1978—1980 роках авіакомпанія купляє ще сім 747-х (один 747-100, три 747-200 і три 747SP) і три бере у лізинг: два у American Airlines і один у World Airways.

### Лівреї Олександра Колдера
У 1972 році Braniff для прикрашання офісів за 50 000 доларів купує 50 картин (у 1985 році 35 з них були викрадені), автором яких є художник-абстракціоніст Олександр Колдер. В цей же час рекламний керівник Джордж Гордон якраз шукав новий дизайн для літаків, який повинен був залучити клієнтів. Під час «мозкового штурму» він вийшов на абстрактні картини, які сподобалися керівництву, тому вирішив залучити Колдера. Гордон попрямував у Саше (Франція), де зустрівся з авангардистом. Гордон і Колдер розмовляли цілий день, після чого останній нарешті запитав, для чого гість прибув. Показавши йому білу модель авіалайнера, Джордж сказав: Я хочу, щоб ви намалювали літак. Глянувши на маленьку модель, Олександр відповів: Я не малюю іграшки. Ні, ні!. Але Гордон тут же пояснив: Я хочу, щоб ви намалювали літак в натуральну величину. Після цього художник погодився.
Так в 1973 році авіакомпанія наймає художника, який, згідно з контрактом, отримував по 100 000 доларів за кожен літак. Колдер малював на макетах літаків у своїй студії в Парижі, після чого відправляв 6—8 прототипів в Техас, де з них вже вибирали остаточний варіант. Олександр зберігав право і стежити за підбором фарб для фарбування авіалайнерів. а також виявляв бажання малювати на мотогондолах. Сам проект створення нових лівреї отримав найменування Політ кольорів (англ. Flying Colors).
Першою роботою Колдера став південноамериканський стиль Flying Colors of South America, який повинен був залучити клієнтів на цьому напрямку. Так як польоти в Південну Америку здійснювали DC-8, то і нова лівреї з'явилася спершу на них. Першим літаком, пофарбованим у стилі Колдера став DC-8-62 борт N1805. Перефарбований в 1973 році він швидко отримав прізвисько Гумор (англ. Humor) за свій кумедний вигляд. Також митець власноруч виконав деякі малюнки на його двигунах, включаючи восьминогу корову №1 
```
(крайній лівий). У 1975 році авіалайнер представили на 
Паризькому автосалоні
. Пізніше подібний стиль розфарбували ще 5 «Дугласів», які отримали прізвисько 
Морда
 (через морди собаки на носі), 
Монокль
, 
Змія
, 
Зоряний хвіст
 і 
Стріла
.
```

Іншою роботою в цьому напрямку стає американський стиль Flying Colors of the United States на честь 200-річчя США. У 1975 році ліврею в цьому стилі отримав Boeing 727-100, перефарбований в Далласі, який потім відвідав Нью-Йорк, Чикаго та Вашингтон, в тому числі 17 листопада 1976 року був представлений першої леді Бетті Форд. Примітно, що в 1975 році Braniff ще стала і першою авіакомпанією, яка для розваги пасажирів пропонувала встановлені на борту літака відеоігри (виробництва Atari).
Наступною роботою художник вибирає мексиканський стиль Flying Colors of Mexico, але не встигнувши її закінчити, помирає 11 листопада 1976 року.

### Експлуатація «Конкорда»

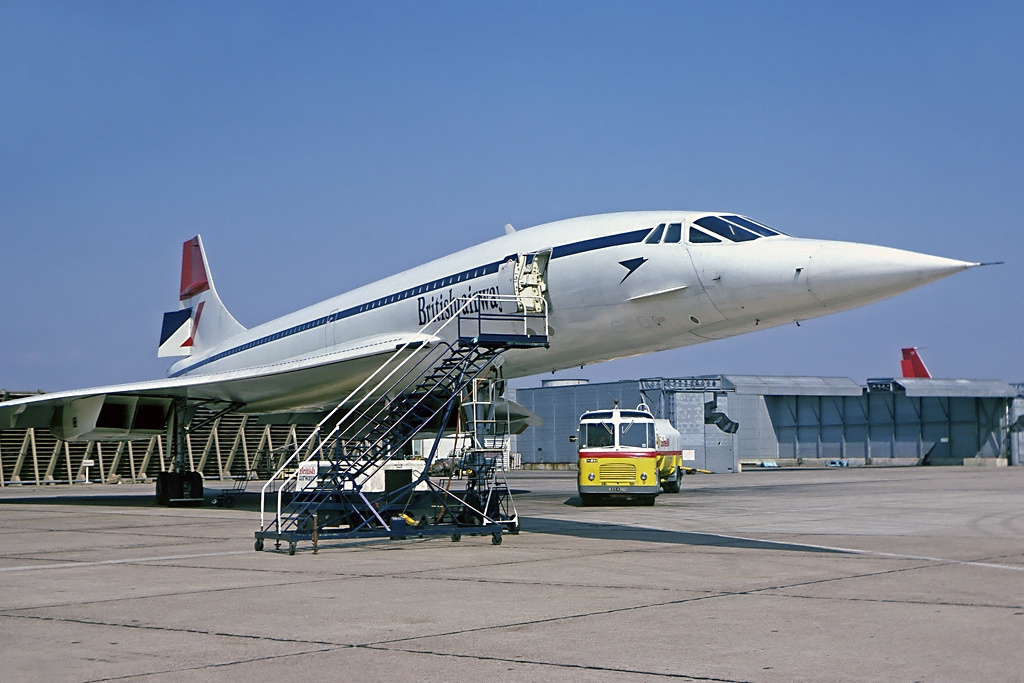
Aérospatiale-BAC Concorde борт G-BOAA (майбутній G-N94AE) у 1978 році

Авіакомпанія Braniff цікавилася надзвуковими літаками вже з початку 1960-х років, в тому числі в 1961 році в Монреалі (Канада) провела першу в світі конференцію на тему про надзвукову авіацію. Також в 1964 році вона зробила попереднє замовлення на два Boeing 2707, заплативши за кожен з них аванс у 100 000 доларів. Надзвуковий «Боїнг» в той час тільки проектувався, але ця програма фінансувалася урядом, тому здавалося, що літак все-таки буде побудований. Braniff планувала почати його експлуатацію на протяжних маршрутах в Південну Америку. Однак у 1971 році, коли був побудований всього один макет, програму по створенню B2707 згорнули.
Тоді Braniff переключає увагу на англо-французький проект — Aérospatiale-BAC Concorde. У 1973 році на прохання цієї авіакомпанії в США прибуває другий прототип «Конкорда», причому він прибуває в тільки що відкритий міжнародний аеропорт Даллас—Форт-Уерт (в 1974 році в нього переїде основний офіс Braniff Airways), ставши першим літаком, який приземлився в цьому аеропорту, а також першим надзвуковим авіалайнером в США. Так як це був ще прототип, то «Конкорд» носив відразу дві лівреї: на лівому борту — Air France, а на правому — British Airways.
Для польотів на «Конкордах», в Braniff відібрали декілька льотних екіпажів (КВС, другий пілот і бортінженер), з яких дев'ять були направлені в Тулузи (Франція), де вони проходили навчання в Aérospatiale, а п'ять — у Бристолі (Велика Британія), де вони навчалися в British Aerospace. За спогадами американських екіпажів, британці дотримувалися на цих курсах суворого дрес-коду, включаючи щоденне носіння пальто і краватки; французи ж допускали вільний стиль одягу.
У 1978 році «Конкорд» здійснює перший демонстраційний політ в Амарилло (Техас). За планами рейси надзвукових авіалайнерів у штат Техас повинні були початися в листопаді 1978 року, але тільки 9 грудня цього року в присутності двох інспекторів від Федерального управління цивільної авіації був виконаний політ з Вашингтона (аеропорт імені Даллеса) в Даллас (аеропорт Даллас—Форт-Уерт) з метою перевірки кваліфікації американських екіпажів. Далі з 10 по 14 січня виконали серію польотів у 16 міст, щоб перевірити роботу бортпровідників. Так як Федеральне управління цивільної авіації на внутрішніх пасажирських маршрутів допускало експлуатувати тільки літаки з американської реєстрацією (N***), то десять «Конкордів» були перереєстровані:
- G-BOAC (заводський — 204) → G-N81AC;
- F-BVFA (заводський — 205) → N94FA;
- G-BOAA (заводський — 206) → G-N94AA;
- F-BVFB (заводський — 207) → N94FB;
- G-BOAB (заводський — 208) → G-N94AB;
- F-BVFC (заводський — 209) → N94FC;
- G-BOAD (заводський — 210) → G-N94AD;
- F-BVFD (заводський — 211) → N94FD;
- G-BOAE (заводський — 212) → G-N94AE;
- F-BTSD (заводський — 213) → N94SD.

Трансатлантичні рейси з Парижа і Лондона до Вашингтона (аеропорт імені Даллеса) і Нью-Йорк (аеропорт імені Джона Кеннеді), а також назад, виконували французькі і британські екіпажі, а польоти за маршрутами «Вашингтон—Даллас» і «Нью-Йорк—Даллас» — американські екіпажі (Braniff). У британських літаків (реєстрація G-BOA*) після прибуття з Європи в США заклеювалась перша частина реєстраційного номера «G», тим самим перетворюючи британську реєстрацію в американську, після чого літак виконував вже внутрішній політ. Американська реєстрація при польотах за межами США не використовувалася. Юридично Braniff брала надзвукові лайнери в лізинг, але за фактом їх обслуговуванням за раніше займалися британські та французькі фахівці.
12 січня 1979 року відбулися перші польоти «Конкордів» з пасажирами з Лондона і Парижа в Даллас. В той день в аеропорт Даллас—Форт-Уерт прибутку відразу два літаки: борт N94AE (британський G-BOAE), пілотований екіпажем Гленна Шупа (англ. Glenn Shoop), і борт N94FC (французька F-BVFC), пілотований екіпажем Кена Ларсона (англ. Кен Larson) При ясній погоді обидва авіалайнера ефектно виконали паралельну посадку, після чого під'їхали до терміналу. На наступний день, 13 січня почалися регулярні польоти цих літаків в Даллас. При цьому якщо трансатлантичні рейси здійснювалися на ешелоні 57 000—60 000 футов (17-18 км) при швидкості 2М (дві швидкості звуку), то внутрішній рейс над США вже виконувався на ешелоні 35 000 до 37 000 футов (10,7—11,3 км) при швидкості 0,95 М, так як в надзвуковій швидкості на цьому етапі не було необхідності; хоча якщо був добрий попутний вітер, шляхова швидкість могла доходити і до 1М. Всього в тиждень виконувалося три рейси з Далласа в Лондон і два — Париж; вартість квитка в один кінець становила 220 доларів, що було на 10 % вище вартості квитка на політ першим класом звичайним дозвуковим літаком.
У рекламі Braniff зображала «Конкорд» у власній лівреї апельсинового кольору. Проект такої лівреї був і до 1980 року планувалося перефарбувати в неї кілька авіалайнерів, на що вже було дано згоду авіакомпаній Air France і British Airways. Однак ні один «Конкорд» так і не був перефарбований, а влітку 1980 року їх польоти в Техас були припинені, після чого лайнерам повернули первісну реєстрацію.

### Стиль Хелстона

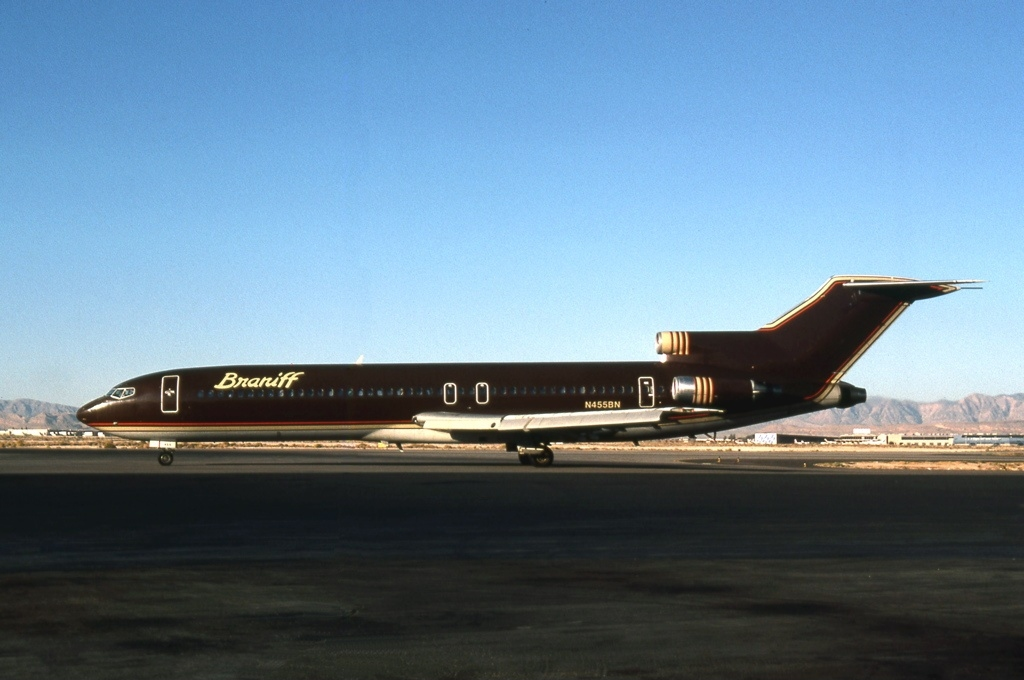
B727−227 в шоколадно-коричневої лівреї

У 1977 році авіакомпанія проводить черговий ребрендинг і наймає популярного в ті роки модельєра Роя Хелстона Фроуіка (відомий також як просто Хелстон). На зміну яскравим костюмам бортпровідників та працівників наземних служб, розроблених в 1965 році Еміліо Пуччі, Хелстон впроваджує більш практичні синтетичні (матеріал Ultrasuede) костюми різних відтінків коричневого кольору з літерами «H». Змінюється і форма пілотів — замість однорідних синіх мундирів з'являється коричневий костюм-двійка, крильця на формі стали сріблястого і золотистого кольорів на білому тлі, а на рукавах золотисті смуги були замінені темно-коричневими (самим пілотам така форма однак не подобалася).
Також, за порадою Хелстона, був змінений стиль літаків, при цьому з'явилися нові ультра-кольори: «синя ртуть» (англ. Mercury Blue), «синій металік» (англ. Metallic Blue), «синій корвет» (англ. Corvette Blue), «гриста Бургундія» (англ. Sparkling Burgandy), «Бургундія» (англ. Burgandy), «зелений Персей» (англ. Perseus Green), «Теракота» (англ. Terra Cotta) та «шоколадно-коричневий» (англ. Chocolate Brown). Салон літаків був витриманий в автомобільному стилі, в тому числі на сидіннях стали застосовуватися чохли з шкіри, отриманої з Аргентини.
Після такого оновлення був запущене нове рекламне гасло: Літайте в шкірі (англ. Fly in Leather). Точно невідомо, чи був даний гасло тонким маркетинговим ходом, чи ні. Адже авіакомпанія виконувала польоти в Південну Америку, де в більшості країн офіційною мовою є іспанська, а в іспанській мові слово Leather означає «Шкіряний фетишизм».

### Перехід до вільного ринку
Починаючи з 1938 року авіаційні перевезення в США регулювалися спеціальним державним органом — Радою з цивільної авіації. Ця Рада визначала кожен маршрут за певною авіакомпанією, при цьому остання отримувала сертифікат про цьому, в якому було зазначено, який тип літака повинен використовуватися на даному маршруті і ціна квитків. Але 24 жовтня 1978 року президент країни Джиммі Картер підписав акт, згідно з яким Рада скасовувався, а всі американські авіакомпанії тепер підпорядковувалися законами вільного ринку. Тобто тепер будь авіаперевізник міг сам вибрати, якими маршрутами він буде літати, а також на свій розсуд змінювати тарифи.

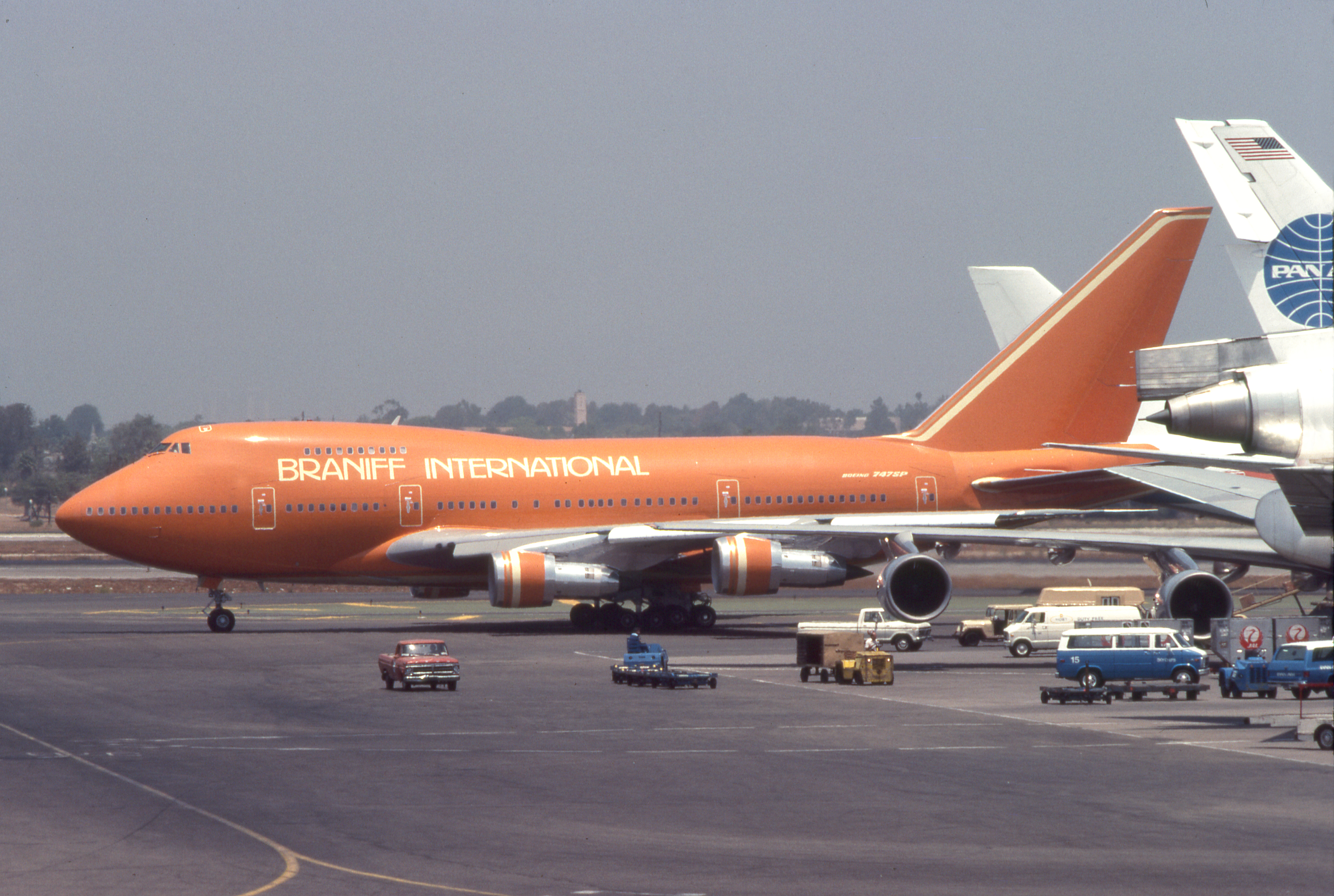
Boeing 747SP авіакомпанії Braniff в Лос-Анджелесі (1981 рік)

Хардінг Лоуренс вирішує, що вижити в нових умовах зможуть ті авіакомпанії, які мають досить розгалужену мережу маршрутів. У тому ж році мережа польотів Braniff збільшується майже в півтора рази за рахунок додавання 32 нових маршрутів і 16 пунктів призначення: Бірмінгем, Бостон, Джексонвіль, Клівленд, Лос-Анджелес, Мілвокі, Окленд, Орландо, Піттсбург, Сакраменто, Сан-Франциско, Солт-Лейк-Сіті, Тусон, Уест-Палм-Біч, Філадельфія, Фінікс. Крім цього, були відкриті додаткові хаби в Бостоні (для польотів до Європи) і Лос-Анджелесі. У базовому аеропорту Даллас—Форт-Уерт територія, зайнята будівлями Braniff, розширюється до 446 000 квадратних футів, захопивши прилеглі поля, а в навчальному центрі будуються льотні тренажери для підготовки екіпажів літаків B727 і B747. У 1979 році, як уже сказано вище, почалася експлуатація «Конкорда» на внутрішніх маршрутах, а також купуються широкофюзеляжні B747SP, які почали виконувати рейси з Лос-Анджелеса в Гонконг, а з 1980 року — в Сингапур і Республіку Корея.
За даними на кінець 1979 року флот авіакомпанії Braniff налічував вісім B747, близько сотні B727 і близько двох десятків DC-8. Маршрутна мережа у свою чергу налічувала 81 пункт призначення. В офіційній заяві авіакомпанії повідомлялося, що у неї більше пунктів призначення за межами США, ніж у Trans World Airlines, флот більше, ніж у Air France, National і Northwest, а за пасажиропотоком вона випередила Pan Am, Lufthansa, Northwest і багатьох інших, входячи в десятку найбільших авіакомпаній світу.
Однак насправді настільки швидке зростання мережі перевезень лише стало початком кінця авіакомпанії. Заповнюваність літаків на азіатських маршрутах доходила до 97 % і ці рейси були дуже прибутковими. Проте Лоуренс не зрозумів цього, коли перевів літаючі туди B747SP на близькосхідні маршрути. На інших маршрутах ситуація і зовсім була плачевною. Наприклад, як відзначали більшість відвідувачів бостонському аеропорту Logan, хаб авіакомпанії практично не використовувався, так як бреніффські літаки летіли часто пустими. Також ситуацію значно ускладнило зростання ціни на нафту в кінці 1970-х років, що призвело до подорожчання палива, через що зросла собівартість перевезень, а спроби підвищити тарифи, у свою чергу, призводили до відтоку пасажирів. Через це за третій квартал (вважається найприбутковішим в році в цій сфері) 1979 року авіакомпанія Braniff вперше мала збиток, який досяг 9,8 мільйонів доларів, а всього з 1978 по 1980 рік чистий прибуток впала з 250 до трохи більше 66 мільйонів доларів.
Щоб знизити збитки в 1980 році закриваються маршрути на Далекий Схід, а також припиняються польоти «Конкордів» в Даллас. Авіакомпанія відмовляється від вже замовлених B747, замість цього починаючи продавати сучасні літаки, залишаючи старі, щоб за рахунок продажу знизити збитки. Також відбувається масове звільнення працівників, а всього за період з 1979 по 1980 рік за різними оцінками звільнилися 11,5—15 тисяч осіб. За 1980 рік Braniff втратила 131 мільйон доларів, що на той час було рекордом в історії авіаційних перевезень.

### Президентство Джона Кейсі
До кінця 1980 помилки від перерозширення мережі були очевидні, тому кредитори стали наполягати на знятті Хардінга Лоуренса з посади. 7 січня 1981 року Рада директорів обирає нового президента авіакомпанії — Джона Дж. Кейсі (англ. John J. Casey). Примітно, що його брат Альберт Кейсі (англ. Albert Casey) на той момент обіймав посаду президента конкуруючої авіакомпанії American Airlines. Перед початком Кейсі проводять чергову рекламну акцію, щоб освітлити репутацію авіакомпанії. Також Джон Кейсі робить ставку на короткі маршрути, що виконуються літаками B727. У спробі припинити масові звільнення працівників він, зі згоди профспілок, домовляється про зниження зарплати лише на 10 %, однак у підсумку все одно був змушений звільнити тисячу осіб. Це призводить і до припинення польотів до Європи, за винятком Лондона.

### Президентство Говарда Патнама
У 1981 році Джон Кейсі в ресторані на півночі Далласа зустрічається з Говардом Патнамом — президентом авіакомпанії Southwest Airlines, і пропонує йому перейти в Braniff. Патнам погоджується, але з умовою, що разом з ним Southwest перейде і фінансовий директор Філіп Гатрі (англ. Phillip Guthrie). Так у вересні 1981 року Кейсі наймає Говарда Патнама на посаду президента Braniff, залишивши за собою пост голови ради директорів.
Новий президент насамперед позбавляється від непотрібної для авіакомпанії нерухомості, включаючи базу відпочинку в Акапулько, штаб-квартиру в Лондоні, офісні будівлі в Європі і ділянку землі в Колумбії площею 500 акрів. Крім цього, використовуючи досвід керівництва Southwest Airlines, Патнам скасовує місця першого класу на повітряних суднах, які виконують внутрішні рейси, зберігши його тільки на маршрутах у Лондон, Південну Америку й на Гаваї. Це не сподобалося клієнтам, тому перший клас все ж був відновлений на внутрішніх рейсах під назвою «Техаський клас» (англ. Texas Class). Але цих літаків було дуже мало, а часу для виправлення ситуації, як виявилося, вже було недостатньо. До кінця року доходи Braniff впали до 80 мільйонів доларів, а всього за 1981 рік вона втратила 90 мільйонів доларів.
У 1981 році Говард вирішує один з літаків присвятити професійній техаській футбольній команді «Даллас Ковбойз», яка літала цією авіакомпанією на матчі в інші міста. Для цього було взято Boeing 727-227 борт N457BN, у якого в носовій частині нанесли напис «Dallas Cowboys», а на хвості — емблему команди у вигляді шолома. Але вибираючи цей авіалайнер керівництво авіакомпанії не врахувало, що у нього була синя лівреї, тоді як футболісти вважали поганою прикметою одягати перед грою речі темно-синього кольору. Команда використовувала цей літак всього два рази для польотів на виїзні ігри, але програла обидві гри, через що вирішила, що її зурочили і зажадала від Braniff перефарбувати авіалайнер. Однак дане прохання не встигли виконати.
У березні 1982 року Ед Еккер, який на той момент вже працював в Pan American World Airways, запропонував, щоб Braniff здала в оренду на три роки свої південноамериканські маршрути. Раду з цивільної авіації однак порекомендував цього не робити, так як припускав, що Pan Am може стати на цьому континенті монополістом над іншими авіакомпаніями США. Тоді 26 квітня 1982 року ці маршрути були здані в оренду на рік іншої авіакомпанії — Eastern Air Lines, яка могла почати виконувати рейси в Південну Америку з Маямі з 1 червня 1982 року.

### Банкрутство
Проте до весни 1982 року компанія Braniff International Corporation вже не мала коштів для виплат зарплат, через що співробітники пригрозили страйком. 11 травня 1982 року в судовому порядку Braniff була визнана банкрутом. На наступний ранок, 12 травня 54-річна авіакомпанія, яка налічує на той момент 62 літака і 10 695 співробітників, припинила свою діяльність. Всі її літаки в той день зобов'язали повернутися в базовий аеропорт Даллас—Форт-Уерт, DC-8 пізніше перевели в сусідній аеропорт Лав-Філд. Лише командир B747 борт N601BN не послухався цього наказу в знак поваги до пасажирів, які вже купили квитки, а тому він вилетів звичайним пасажирським рейсом на Гонолулу, повернувшись в Даллас тільки 13 травня — це був останній пасажирський рейс Braniff.
Коли третій президент авіакомпанії Чарльз Едмунд Бірд, який віддав їй 30 років, дізнався про банкрутство, у нього стався серцевий напад. Через два місяці, 18 липня 1982 року Бірд помер.

## Наступники
У 1982 році в Міннеаполісі (штат Міннесота) група колишніх співробітників Braniff International Airways за підтримки місцевого туристичного оператора MLT Vacations заснувала бюджетну авіакомпанію Sun Country Airlines.
Ще дві авіакомпанії були утворені з активів Braniff:
- Braniff, Inc. або Braniff II — проіснувала з 15 грудня 1983 по 31 грудня 1989 року;
- Braniff International Airlines, Inc. або Braniff III — проіснувала з 1 липня 1991 по 2 липня 1992 року.

## Культурні аспекти
- У фільмі «Зниклий безвісти» 1982 року у фінальній сцені показаний Boeing 727 авіакомпанії Braniff.
- Згадується у фільмі «Уолл-стріт» 1987 року.
- Мультсеріал «Південний парк» з 1997 по 2006 рік включно офіційно випускався студією Braniff Productions, названої в честь авіакомпанії, а аж до 9-го сезону кожен випуск завершувався п'ятисекундним роликом із зображенням літака Boeing 727 компанії Braniff (насправді літак і з'являється на його тлі логотип відносяться до більш пізньої Braniff, Inc, яка існувала у 1983—1989 роках)[32]. З 10-го сезону відеоролик з літаком був прибраний, а до 2007 року студію перейменували в Parker-Stone Studios.
- У 23 сезоні мультсеріалу «Сімпсони» в ювілейному (500 ом) епізоді At Long Last Leave Гомер ставить на свій квадроцикл реактивний двигун авіакомпанії Braniff Airways[33].